# Оверберг (Нідерланди)
Оверберг (нід. Overberg) — село в нідерландській провінції Утрехт. Входить до муніципалітету Утрехтсе-Гевелрюг.
Його площа становить 9,09 км², а населення станом на 2021 рік складало 1 570 осіб.
Перша згадка про населений пункт датується 1846 роком.

## Галерея

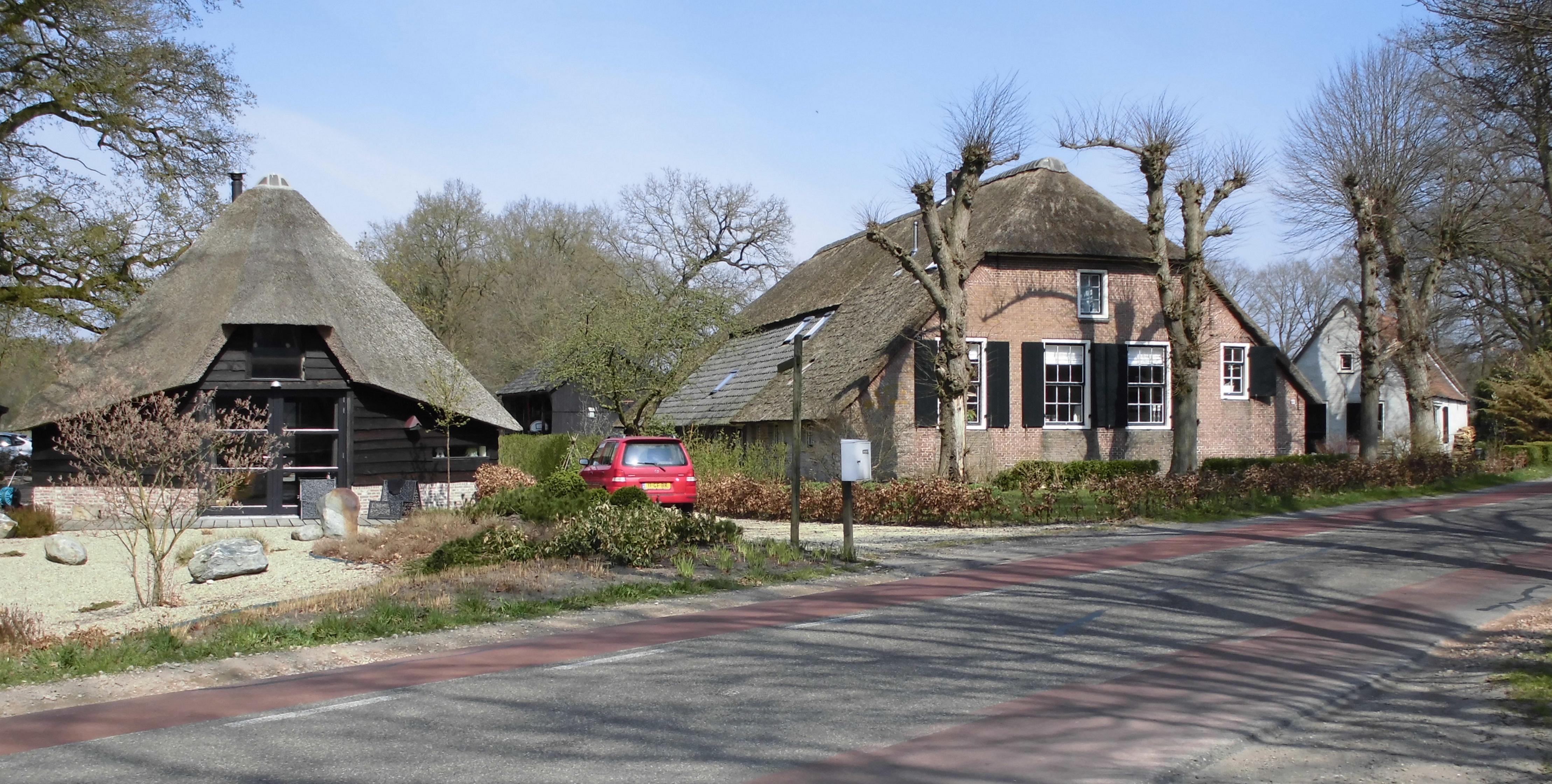
Ферма в Оверберзі
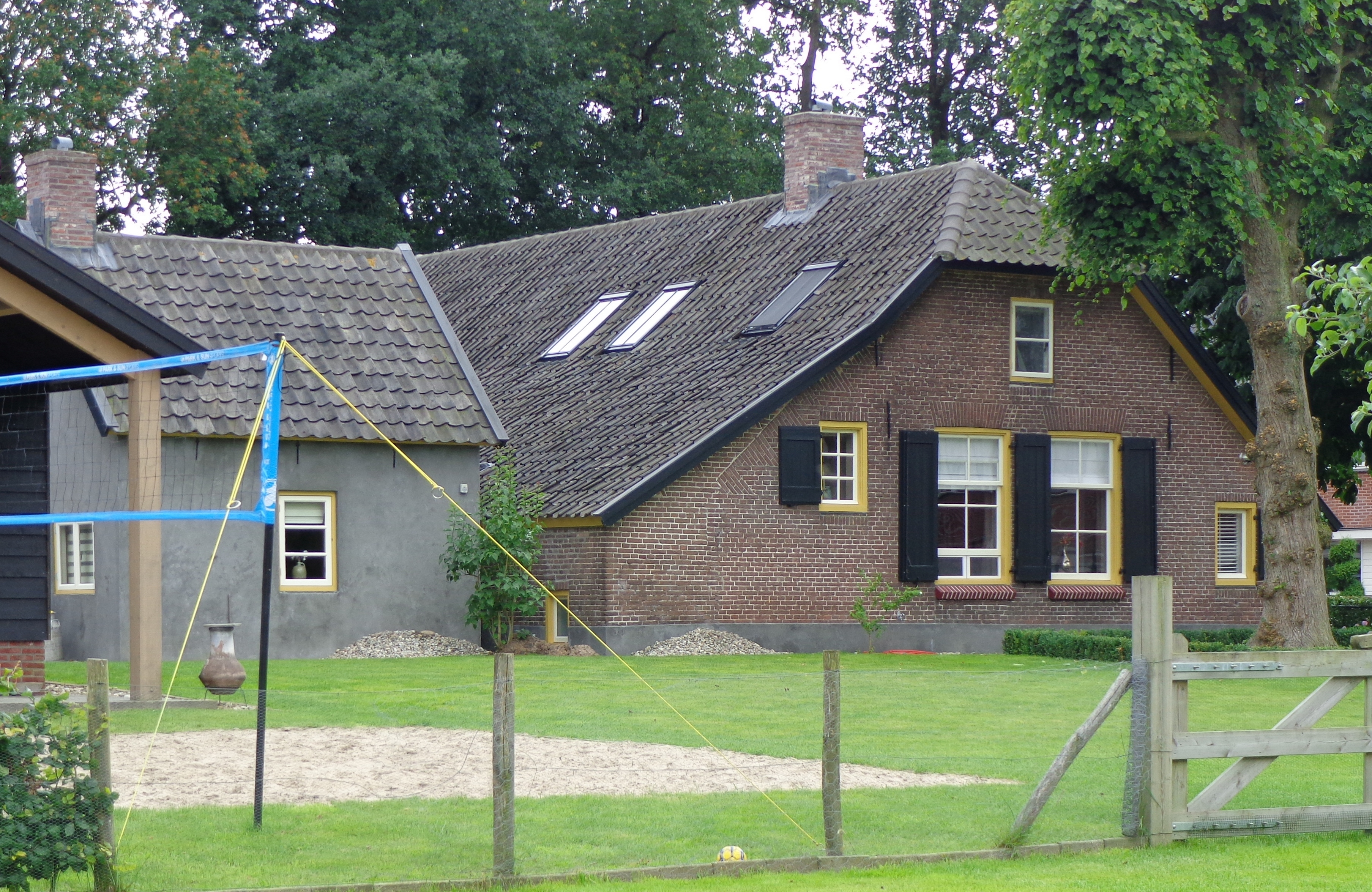
Ферма в Оверберзі
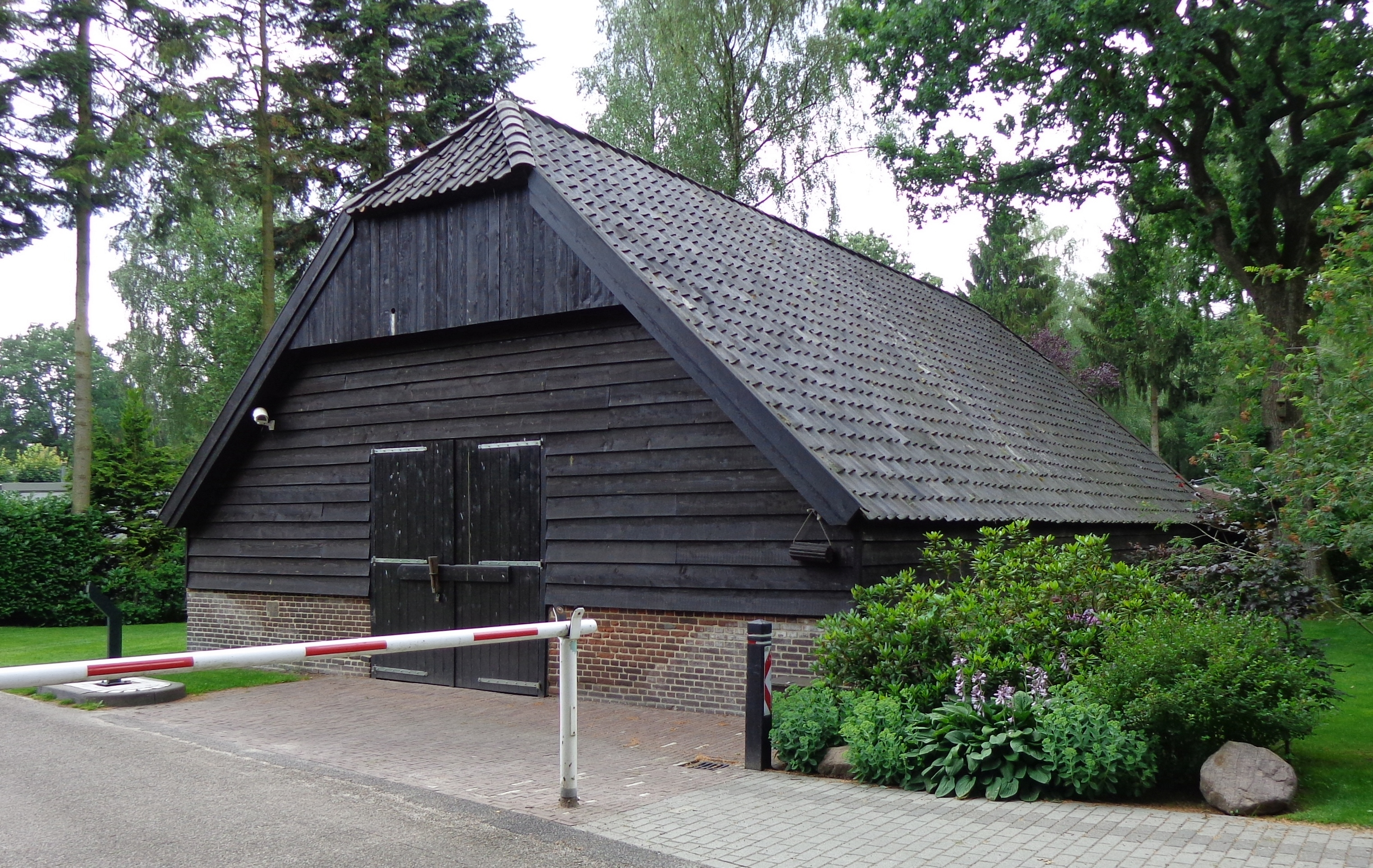
Хлів у селі
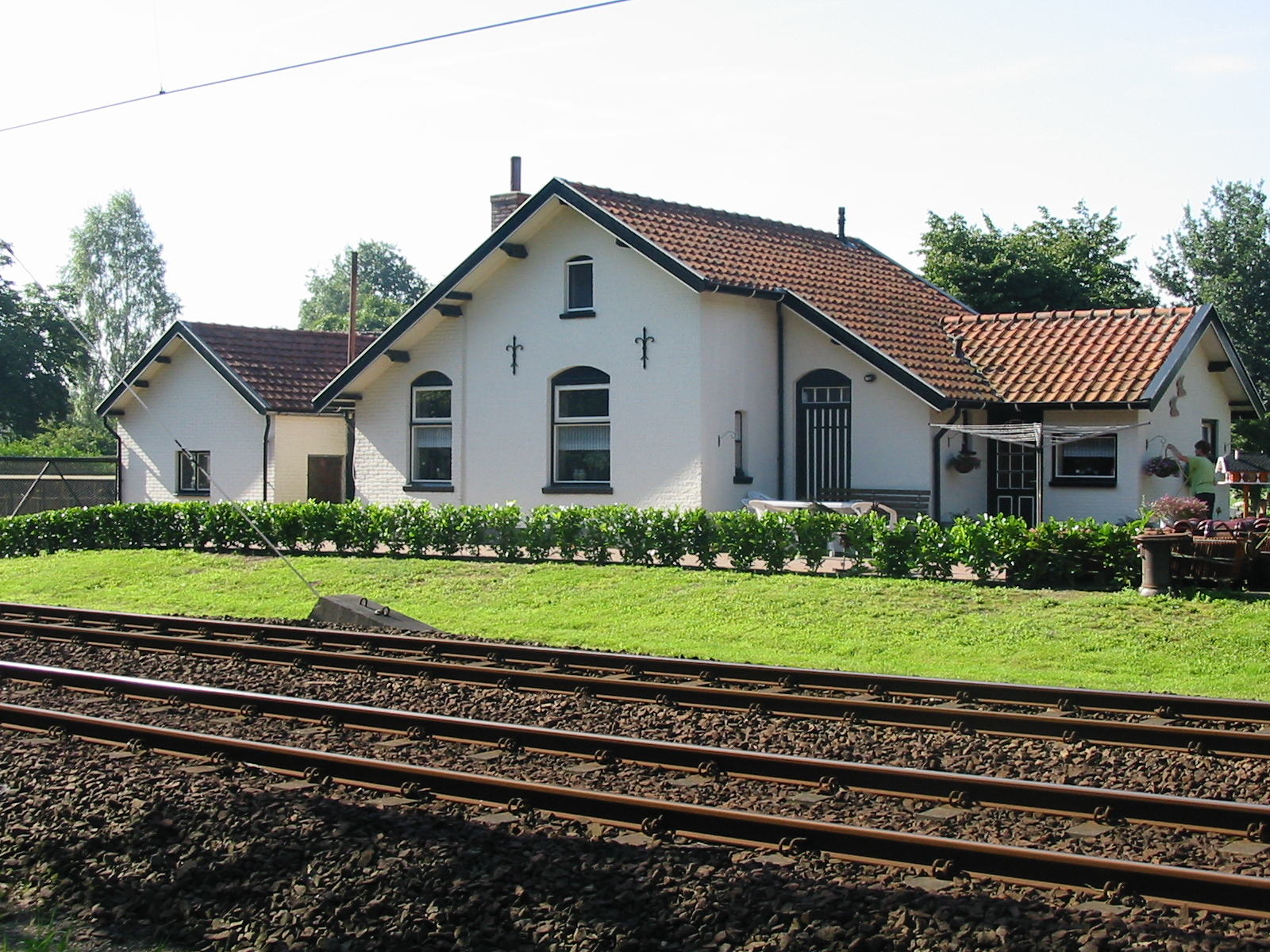
Будівля сторожки при залізниці